# Paracentronodus truncatus
Paracentronodus truncatus är en insektsart som beskrevs av Albino Morimasa Sakakibara 1971. Paracentronodus truncatus ingår i släktet Paracentronodus och familjen hornstritar. Inga underarter finns listade i Catalogue of Life.